# Mal di testa (Elodie e Fabri Fibra)
Mal di testa è un singolo della cantante italiana Elodie, pubblicato il 23 gennaio 2020 come sesto estratto dal terzo album in studio di Elodie This Is Elodie. Il brano ha visto la partecipazione vocale del rapper Fabri Fibra.

## Video musicale
Il videoclip è stato pubblicato il 24 gennaio 2020 sul canale YouTube della cantante.
Nel video, oltre ad Elodie, Fabri Fibra e Neffa, appaiono anche Mahmood, Marracash, Lazza, Carl Brave, Stash, Myss Keta, Margherita Vicario, Beba, Belen Rodriguez, Stefano De Martino, Diletta Leotta, Elisa Maino, Marta Losito, Emanuele Ferrari e Annie Mazzola.

## Tracce
1. Mal di testa – 2:37

## Classifiche
| Classifica (2020) | Posizione massima |
| ----------------- | ----------------- |
| Italia            | 76                |